# Спортивная федерация
Спортивная федерация — это неправительственная общественная организация, решающая вопросы, касающиеся физического воспитания, спорта и физической культуры.

## Задачи
- Организует соревнования, привлекая, если это нужно, спонсоров. И наоборот, если кто-то хочет организовать соревнование сам, он связывается с федерацией.
- Публикует календарь соревнований, проводящихся на подконтрольной территории.
- Занимается разработкой правил — правил игры, критериев допуска экипировки, правил проведения соревнований, нормативов на тот или иной спортивный разряд.
- Подготавливает спортивных судей.
- Ведёт рейтинги спортсменов и судей, штрафует провинившихся.
- Популяризует спорт.

## Виды
Спортивная федерация обычно захватывает один вид спорта или несколько смежных: например, ФИФА отвечает за футбол и мини-футбол. Хотя бывают и мультиспортивные организации (например, Международный олимпийский комитет). Бывает ситуация, когда по одному виду спорта есть несколько федераций. Тогда вводится формулировка об организации, например, «чемпион мира по боксу по версии ВБО» или «футзал AMF».
В зависимости от охватываемой территории федерации бывают всемирными, континентальными, национальными, региональными, городскими. Нижестоящие федерации являются членами вышестоящей: например, Международной федерации футбола ФИФА подчинён Союз европейских футбольных ассоциаций УЕФА, ему — Российский футбольный союз. В редких случаях нижестоящая федерация может быть создана как филиал, а не член, вышестоящей.
Спортсмены бывают самого разного уровня, начиная от дворовы́х и заканчивая атлетами международного класса. Соответственно, и федерации могут заведовать профессиональным спортом, спортом высших достижений или любительским спортом. В частности, правила профессионального американского хоккея (Национальная хоккейная лига) и международного (Международная федерация хоккея с шайбой) несколько отличаются.

## История

### Россия
В Советском Союзе первая подобная секция начала свою работу в 1920 году, а в 1959 году такие секции стали преобразовывать в федерации. После распада СССР все спортивные федерации были переименованы в Российские.
В 2004 году в мире насчитывалось 200 международных спортивных федераций и других аналогичных объединений международного уровня.